# Conjugación de carga
En física, la conjugación de carga (C) es una operación abstracta realizable idealmente sobre un sistema de partículas consistente en cambiar cada partícula por su correspondiente antipartícula. Puesto que una partícula y su antipartícula poseen cargas eléctricas opuestas, al realizar la operación las cargas de todas las partículas no neutras se invierte, de ahí el nombre de conjugación de carga.
Cuando un sistema físico o una determinada situación resulta invariante respecto a la operación de conjugación de carga se dice que presenta simetría-C ya que resulta un sistema que en lo esencial es equivalente al sistema sin conjugación de carga. Las interacciones electromagnéticas, la gravitatoria y la interacción fuerte tienen simetría-C. Sin embargo, las interacciones débiles no tiene simetría C y se dice que presenta violación simetría C.

## Introducción
Desde un punto de vista formal, la conjugación de carga de un estado cuántico implica construir otro estado cuántico similar al original en el que el signo de todos los números cuánticos aditivos se haya invertido, más concretamente los números cuánticos en cuestión son:
- carga eléctrica
- número bariónico y número leptónico
- cargas de sabor: extrañeza, encanto, inferioridad, superioridad
- isospín componente-z

Mientras que otras características no quedan afectadas:
- la masa
- el momento lineal
- el spin J
- la conjugación compleja K

### Inversión de carga en electromagnetismo
Las leyes de electromagnetismo (tanto en su descripción clásica como en su descripción cuántica) son invariantes bajo conjugación de carga, es decir, si cada carga q se reemplaza por -q y las direcciones de los campos eléctrico y magnético se invierten, el movimiento de partículas en este sistema modificado sería indistinguible del movimiento de las partículas en el sistema original sin inversión. Esto se expresa en el formalismo de la teoría cuántica de campos como:
1. {\displaystyle \psi \rightarrow -i({\bar {\psi }}\gamma ^{0}\gamma ^{2})^{T}}
2. {\displaystyle {\bar {\psi }}\rightarrow -i(\gamma ^{0}\gamma ^{2}\psi )^{T}}
3. {\displaystyle A^{\mu }\rightarrow -A^{\mu }}

### Conjugación de carga en el modelo estándar
La operación de conjugación de carga es una generalización de la operación de inversión de carga, ya que en una conjugación de carga no sólo se invierte el signo de las cargas sino que se substituye una partícula por su antipartícula. Eso significa por ejemplo que un neutrino que es una partícula eléctricamente neutra y cuya antipartícula es también neutra, resulta alterada por una operación abstracta de transformación de conjugación de carga.
Nótese que esta transformación de "conjugación de carga" no modifica la paridad de las partículas. Esto implica por ejemplo que un neutrino "diestro" no sería transformado por conjugación de carga en un antineutrino "diestro". Una transformación maximal de la simetría C por el contrario si permitiría transformar un neutrino diestro en un antineutrino diestro (aunque se han conjeturado extensiones del modelo estándar, como el modelo izquierda-derecha, en el que existen transformaciones que sí permitirían realizar la transformación anteriormente descrita.

## Combinación de inversiones de carga y de paridad
Durante mucho tiempo, al inicio de la teoría cuántica se creyó que si sometía a un sistema a una transformación de conjugación de carga C, junto con una inversión de paridad P el sistema resultante sería indistinguible del primero, esto en el formalismo se refería como que los sistemas físicos presentaría simetría CP al ser indistinguible un sistema físico, del mismo sistema físico después de haber realizado sobre él una transformación CP.
Sin embargo, desde mediados del siglo XX se encontraron casos concretos de interacciones físicas dentro ciertos sistemas de partículas donde no había simetría CP, y por tanto se empezó a hablar de violación CP. Uno de los primeros sistemas detectados con violación CP estaba formado por kaones y mesones B que interactuaban entre sí mediante interacción débil. Del estudio de esos sistemas se concluyó que la dinámica de la interacción débil presentaba violación CP. En el modelo estándar, esta violación CP se introduce como una fase adicional en la matriz CKM, esta manera de violar la simetría CP en el formalismo es capaz de dar cuenta de los resultados experimentales.
Sin embargo, aunque se conoce ahora que la simetría CP, no es una simetría universal de todos los sistemas físicos, existiendo sistemas con interacciones débiles que violan dicha simetría, el celebrado teorema CPT afirma que todo sistema que satisfaga los axiomas de Wightman será invariante bajo una combinación de conjugación de carga (C), una inversión de paridad (P) y una inversión temporal (T), aun cuando el sistema no fuera invariante sólo bajo T o bajo CP.

## Definición de carga
Para dar un ejemplo concreto, consideremos dos campos escalares reales φ y χ. Supongamos que ambos campos tienen paridad-C par, es decir, {\displaystyle \scriptstyle {\mathcal {C}}\psi (q)=\ {\mathcal {C}}\psi (-q)}, y reformúlense la cosa de tal manera que:

{\displaystyle \psi \ {\stackrel {\mathrm {def} }{=}}\ {\phi +i\chi  \over {\sqrt {2}}}}

Supongamos ahora que , φ y χ tienen paridades-C par porque el número imaginario i tiene paridad impar (es decir, {\displaystyle \scriptstyle {\mathcal {C}}\psi (q)=\ -{\mathcal {C}}\psi (-q)}), puesto que C es antiunitario.

## Paridad C
La paridad C o paridad de carga es un número cuántico multiplicativo que describe su comportamiento de un sistema bajo una operación de conjugación de carga. Supongamos un sistema descrito mediante el estado cuántico {\displaystyle \scriptstyle |\psi \rangle } en que cada partícula es substituida por su antipartícula:

{\displaystyle {\mathcal {C}}\,|\psi \rangle =|{\bar {\psi }}\rangle }

Como la conjugación de carga es una aplicación idempotente, para los eigenestados de conjugación de carga:

{\displaystyle {\mathcal {C}}\,|\psi \rangle =\eta _{C}\,|\psi \rangle }

Donde {\displaystyle \scriptstyle \eta _{C}=\pm 1} se llama la paridad C o paridad de carga, nótese que de la idempotencia se tiene {\displaystyle \scriptstyle {\mathcal {C}}^{2}=Id} y por tanto {\displaystyle \scriptstyle \eta _{C}^{2}=1}.
Lo anterior implica que {\displaystyle \scriptstyle {\mathcal {C}}|\psi \rangle } y {\displaystyle \scriptstyle |\psi \rangle } tienen exactamente las mismas cargas cuánticas, de modo que únicamente los sistemas verdaderamente neutrales —aquellos donde todas las cargas cuánticas y momentos magnéticos son 0— son estados propios de paridad de carga, esto es, el fotón y estados ligados de partícula-antipartícula: pion neutral, η, positronio. El neutrón no es un estado propio porque tiene un momento magnético, y por lo tanto, no posee una paridad C asociada.
En un sistema de partículas libres, la paridad C es el producto de las paridades C de cada partícula. En un par de bosones existe un componente adicional debido al momento angular orbital. Por ejemplo, en un estado ligado de dos piones, π+ π- con un momento angular orbital L, intercambiar π+ y π- invierte el vector de posición relativa, lo cual es idéntico a una operación de paridad. Bajo esta operación, la parte angular de la función de onda espacial contribuye con un factor de fase de (-1)L, donde L es el número cuántico del momento angular asociado con L:

{\displaystyle {\mathcal {C}}\,|\pi ^{+}\,\pi ^{-}\rangle =(-1)^{L}\,|\pi ^{+}\,\pi ^{-}\rangle }

Con un sistema de dos fermiones, dos factores extra aparecen: uno proviene de la parte spin de la función de onda, y la segunda del intercambio de un fermión con su antifermión:

{\displaystyle {\mathcal {C}}\,|f\,{\bar {f}}\rangle =(-1)^{L}(-1)^{S+1}(-1)\,|f\,{\bar {f}}\rangle =(-1)^{L+S}\,|f\,{\bar {f}}\rangle }